# Roberto d'Évreux
Roberto d'Évreux detto Roberto il Danese (Normandia, ... – 1037) è stato un nobile normanno, arcivescovo di Rouen dal 990, conte di Évreux dal 996 e reggente del ducato di Normandia dal 1035 fino alla sua morte.

## Origine
Roberto, sia secondo il monaco e cronista normanno, Guglielmo di Jumièges, nella sua Historiæ Normannorum Scriptores Antiqui, che secondo il cronachista, priore dell'abbazia di Bec e sedicesimo abate di Mont-Saint-Michel, Robert di Torigny, nella sua Chronique, era figlio di Riccardo I Senza Paura Jarl (equiparabile al titolo di "conte") dei Normanni e conte di Rouen, e della moglie, Gunnora (950-5 gennaio 1031), di cui non si conoscono i nomi degli ascendenti, ma di nobile famiglia di origine vichinga (nobilissima puella Danico more sibi iuncta) (Gunnor ex nobilissima Danorum prosapia ortam); i genitori di Roberto sono confermati anche dal monaco e cronista inglese, Orderico Vitale.
Riccardo I Senza Paura era figlio naturale (in quanto l'unione era secondo il more danico o uso vichingo, pagano, secondo Guglielmo di Jumièges) di Guglielmo I Lungaspada Jarl (equiparabile al titolo di "conte") dei Vichinghi e conte di Rouen, che era stato anche duca di Bretagna, e della sua sposa, Sprota, che, secondo i Flodoardi Annales era bretone, di alto lignaggio, come ci informa il cronista normanno decano della collegiata di San Quintino, Dudone di San Quintino.

## Biografia
Suo padre lo mandò a tre anni all'arcivescovado di Rouen, principale istituzione religiosa del Ducato di Normandia.
Nel novembre del 989, morì l'Arcivescovo di Rouen, Ugo, e suo padre, Riccardo I, secondo Guglielmo di Jumièges propose Roberto come successore e secondo Robert di Torigny lo fece eleggere; ma a questa decisione si opposero i membri del clero, perché, secondo Dudone di San Quintino, Riccardo non era sposato a Gunnora con rito cristiano. Soltanto dopo che i suoi genitori si erano uniti in matrimonio, con rito religioso, nel 990, Roberto poté divenire ufficialmente arcivescovo di Rouen, come ci conferma Guglielmo di Jumièges.

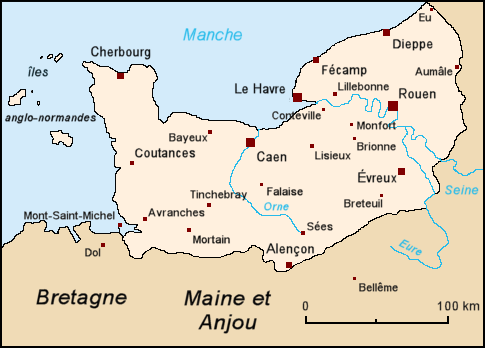
La Contea di Évreux, che occupava la parte sud orientale del ducato di Normandia, attorno alla città di Évreux; a est arrivava sino alla Senna, incluso la confluenza con l'Eure, mentre a ovest includeva anche la città di Breteil.

Prima di morire, suo padre, nel 996, lo creò conte d'Évreux. Alla morte del padre, questa doppia carica religiosa e laica di arcivescovo e conte, lo rese uno dei personaggi più potenti della Normandia, dopo il nuovo duca, suo fratello, Riccardo II.
Il suo nuovo titolo di conte, come ci ricorda Orderico Vitale, gli attribuibva il diritto di sposarsi e Roberto lo esercitò, con grande scandalo, anche se già conduceva una vita sessuale poco esemplare; Roberto cercò di compensare con generose elemosine e la ricostruzione della cattedrale di Rouen. Il matrimonio comunque era avvenuto prima della riforma gregoriana, della seconda metà del secolo XI, che imponeva il celibato ai sacerdoti, e dei due concili lateranensi, del 1123, che considerava il matrimonio dei sacerdoti illecito e del 1139, che considerava il matrimonio dei sacerdoti invalido e non più solo illecito.
Il documento n° VII, datato 1012, della Chartes de l'Abbaye de Jumièges (v. 825 à 1204) cita Roberto, arcivescovo di Rouen, tra coloro che controfirmarono uno scambio di proprietà tra due abbazie, col fratello Riccardo II, la madre Gunnora, ed altri.
Verso la fine degli anni 1020, l'arcivescovo-conte fece trasformare il castello di Notre-Dame-de-Gravenchon in un palazzo rurale.
Nel 1026, alla morte di suo fratello, Riccardo II il Buono duca di Normandia e conte di Rouen, Roberto viene citato come arcivescovo di Rouen, dalla Chronica Albrici Monachi Trium Fontium.
A Riccardo II succedette come duca di Normandia, il figlio primogenito, Riccardo III, che resse il ducato per circa un anno.
Nel 1028, suo nipote Roberto I di Normandia, figlio secondogenito di Riccardo II, succedette a Riccardo III, come duca di Normandia, con il quale, secondo Guglielmo di Jumièges, iniziò un periodo di conflittualità, per la Contea di Évreux che lo costrinse per qualche tempo a lasciare la Normandia per la corte di Roberto II di Francia. Riappacificatosi, il duca Roberto richiamò in patria il Roberto arcivescovo, che poté rientrare nella sua contea.
Nel 1030, secondo il documento n° I del Cartulaire de l'abbaye de la Sainte-Trinité du Mont de Rouen, Collection des cartularies de France sottoscrisse il documento redatto dal nipote, il duca Roberto, della fondazione dell'abbazia della Santa Trinità a Rouen.
Nel 1035 il nipote intraprese un pellegrinaggio in Terra santa, ma, durante il ritorno, sempre in quell'anno, presso Nicea morì. Duca di Normandia divenne il figlio, Guglielmo, di otto anni e l'arcivescovo Roberto fu reggente del ducato, fino alla propria morte.
Roberto, secondo Roberto di Torigni morì nel 1037. Nella Contea di Évreux gli succedette il figlio Riccardo, come ci confermano le Chartes de l'Abbaye de Jumièges (v. 825 à 1204); mentre, nell'Arcidiocesi di Rouen, gli succedette il nipote, Mauger.

## Matrimonio e discendenza
Roberto, dopo essere divenuto conte, aveva scelto come moglie una tale di nome Herleva, di cui non si conoscono gli ascendenti, che gli diede tre o quattro figli:
- Riccardo[14]  († 1067), Conte di Évreux[19]
- Rodolfo[14] († 1051), signore di Gacé
- Guglielmo d'Evreux[14], che sposò, verso il 1040, Adevisa o Havisa[21][22], figlia secondogenita di Giroie[23], Signore d'Échauffour e di Montreuile e di Gisla di Bastembourg. Adevisa o Havisa era già stata sposata con Roberto di Grentemaisnil[21][22] e che gli diede due figlie[24]:
  - Giuditta[22], futura consorte di Ruggero I d'Altavilla[22]
  - Emma (secondo Orderico Vitale era figlia di Adelisa, ma non di Guglielmo[23]) che sposò un commilitone di Ruggero I d'Altavilla[23]
- Gualtiero[20].

## Ascendenza
|                          |   |                 | Genitori                  |  |  | Nonni |  |  | Bisnonni |  |  | Trisnonni            |  |
|                          |   |                 |                           |  |  |       |  |  | Rollone  |  |  | Ragnvald Eysteinsson |  |
|                          |   |                 |                           |  |  |       |  |  | Rollone  |  |  | Ragnvald Eysteinsson |  |
|                          |   | Ragnhilde       |                           |  |  |       |  |  | Rollone  |  |  |                      |  |
| Guglielmo I di Normandia |   |                 |                           |  |  |       |  |  | Rollone  |  |  |                      |  |
|                          |   | Poppa di Bayeux | Berengario II di Neustria |  |  |       |  |  |          |  |  |                      |  |
|                          |   | Poppa di Bayeux | Berengario II di Neustria |  |  |       |  |  |          |  |  |                      |  |
|                          |   | Poppa di Bayeux | …                         |  |  |       |  |  |          |  |  |                      |  |
| Riccardo I di Normandia  |   | Poppa di Bayeux |                           |  |  |       |  |  |          |  |  |                      |  |
|                          |   | …               | …                         |  |  |       |  |  |          |  |  |                      |  |
|                          |   | …               | …                         |  |  |       |  |  |          |  |  |                      |  |
|                          |   | …               | …                         |  |  |       |  |  |          |  |  |                      |  |
| Sprota                   |   | …               |                           |  |  |       |  |  |          |  |  |                      |  |
|                          |   | …               | …                         |  |  |       |  |  |          |  |  |                      |  |
|                          |   | …               | …                         |  |  |       |  |  |          |  |  |                      |  |
|                          |   | …               | …                         |  |  |       |  |  |          |  |  |                      |  |
| Roberto d'Évreux         |   | …               |                           |  |  |       |  |  |          |  |  |                      |  |
|                          | … | …               |                           |  |  |       |  |  |          |  |  |                      |  |
|                          | … | …               |                           |  |  |       |  |  |          |  |  |                      |  |
|                          | … | …               |                           |  |  |       |  |  |          |  |  |                      |  |
| …                        | … |                 |                           |  |  |       |  |  |          |  |  |                      |  |
|                          |   | …               | …                         |  |  |       |  |  |          |  |  |                      |  |
|                          |   | …               | …                         |  |  |       |  |  |          |  |  |                      |  |
|                          |   | …               | …                         |  |  |       |  |  |          |  |  |                      |  |
| Gunnora di Normandia     |   | …               |                           |  |  |       |  |  |          |  |  |                      |  |
|                          |   | …               | …                         |  |  |       |  |  |          |  |  |                      |  |
|                          |   | …               | …                         |  |  |       |  |  |          |  |  |                      |  |
|                          |   | …               | …                         |  |  |       |  |  |          |  |  |                      |  |
| …                        |   | …               |                           |  |  |       |  |  |          |  |  |                      |  |
|                          |   | …               | …                         |  |  |       |  |  |          |  |  |                      |  |
|                          |   | …               | …                         |  |  |       |  |  |          |  |  |                      |  |
|                          |   | …               | …                         |  |  |       |  |  |          |  |  |                      |  |
|                          |   | …               |                           |  |  |       |  |  |          |  |  |                      |  |

### Fonti primarie
- (LA)  Monumenta Germanica Historica, tomus III.
- (LA)  Monumenta Germaniae Historica, tomus XXIII.
- (LA)  Chronique de Robert de Torigni, abbé du Mont-Saint-Michel, vol I.
- (LA)  Chartes de l'Abbaye de Jumièges (v. 825 à 1204).
- (EN)  Dudo of St. Quentin's Gesta Normannorum Archiviato il 15 agosto 2009 in Internet Archive..
- (LA)  Ordericus Vitalis,  Historia Ecclesiastica, vol. II.
- (LA)  Ordericus Vitalis,  Historia Ecclesiastica, vol. unicum.
- (LA)  Cartulaire de l'abbaye de la Sainte-Trinité du Mont de Rouen, Collection des cartularies de France.
- (LA)  Historiæ Normannorum Scriptores Antiqui.

### Letteratura storiografica
- (FR)  F. Neveux e P. Bouet - Les évêques normands du XIe siècle, Actes du colloque de Cerisy-la-Salle (1993) - Presses Universitaires de Caen, 1995.
- (FR)  J. Thieury - Armorial des archevêques de Rouen - Imprimerie de F. et A. Lecointe Frères, Rouen, 1864, p. 45-46.
- Edwin H. Hlthouse, "L'imperatore Enrico II", cap. VI, vol. IV (La riforma della chiesa e la lotta tra papi e imperatori) della Storia del Mondo Medievale, 1999, pp. 126–169.
- William John Corbett, "L'Inghilterra dal 954 alla morte di Rdoardo il Confessore", cap. X, vol. IV (La riforma della chiesa e la lotta tra papi e imperatori) della Storia del Mondo Medievale, 1999, pp. 255–298.
- Ferdinando Chalandon, "La conquista normanna dell'Italia meridionale e della Sicilia", cap. XIV, vol. IV (La riforma della chiesa e la lotta tra papi e imperatori) della Storia del Mondo Medievale, 1999, pp. 483–529.
- William John Corbett, "L'evoluzione del ducato di Normandia e la conquista normanna dell'Inghilterra", cap. I, vol. VI (Declino dell'impero e del papato e sviluppo degli stati nazionali) della Storia del Mondo Medievale, 1999, pp. 5–55.
- (EN)  Elisabeth Van Houts, The Normans in Europe (Manchester: Manchester University Press, 2008